# لولو جونز
لوري جونز (بالإنجليزية: Lolo Jones)‏ والمعروفة باسم لولو جونز (مواليد 5 أكتوبر 1982) هي عداءة أمريكية حائزة على الميدالية الذهبية في بطولة العالم لمرتين في فالنسيا سنة 2008 وأخرى في الدوحة سنة 2010. ولدت في ولاية أيوا الأمريكية. كان من المتوقع أن تفوز بذهبية أولمبياد بكين لقفز الحاجز 60 متر لولا تعثرها بالحاجز الأخير. وهي حاملة الرقم لبقياسي الأمريكي ل60 متر قفز حواجز للسيدات بوقت 7.72 دقيقة

## بداياتها
ولدت جونز في 5 أكتوبر 1982, وأمضت ثماني سنوات دراسية في ثمان مدارس مختلفة بينما والدتها تعمل في وظيفتين لتعيل عائلتها المكونة من ستة أطفال، أما والد جونز فقد عمل ضمن القوات الجوية الأمريكية قبل أن يصبح أحد السجناء في السجن التابع للولاية.
عندما كانت جونز في الصف الثالث، انتقلت عائلتها للعيش في قبو لكنيسة تتبع لجيش الخلاص في دي موين في أيوا، ويُذكر أنها كانت تستيقظ مبكراً حتى لا يسخر منها الأطفال في المعسكر الصيفي التابع للكنيسة.
بقيت جونز في دي موين وافترقت عن عائلتها التي انتقلت إلى فورست سيتي, تنقلت جونز بين أربعة عائلات كانت ترعاها بمساعدة المدرب فيرغسون خلال سنوات دراستها في ثانوية ثيودور روزفلت في دي موين.

## حياتها المهنية أثناء دراستها الجامعية
أرادت جونز الالتحاق بجامعة ولاية آيوا إلا انها قررت الالتحاق بجامعة ولاية لويزيانا سيراً على خطى كيم كارسون التي هي بمثابة مثال أعلى لجونز. إنضمت جونز لفريق جامعة ولاية لويزيانا للعدو.
مثّل فشل جونز في التأهل لألعاب الأولمبياد الصيفية سنة 2004 في أثينا نقطة مفصلية في حياتها، حيث أنها فكرت في التقاعد بسبب الإحباط النفسي الذي تسبب فيه فشلها في التأهل لألعاب الأولمبياد 2004, ويذكر أن مدربها في فريق جامعة ولاية لويزيانا للعدو قد رد على رغبتها في ترك الفريق بقوله «أراك غداً في التدريب»
وصع جونز المادي المقلق جعلها تحتار بين الاستمرار في اللعب ضمن فريق لويزيانا للعدو وعدم حصولها على عائد مالي ثابت أو الحصول على عمل يؤمِّن مستقبلها بالاعتماد على شهادتها الجامعية في الاقتصاد. استمرت جونز في اللعب ضمن فريق جامعة لويزيانا للعدو إلى جانب العمل في عدة وظائف مؤقتة، عملت جونز نادلة في الكثير من المطاعم المحلية، ومدربة في صالة رياضية، وقد كان لعملها المؤقت آثار ايجابية فقد جمعت ما يكفي من المال لتسيير أمور حياتها، وعملها المؤقت جعل من سفرها للمباريات خارج البلاد أكثر مرونة.

## الإنجازات

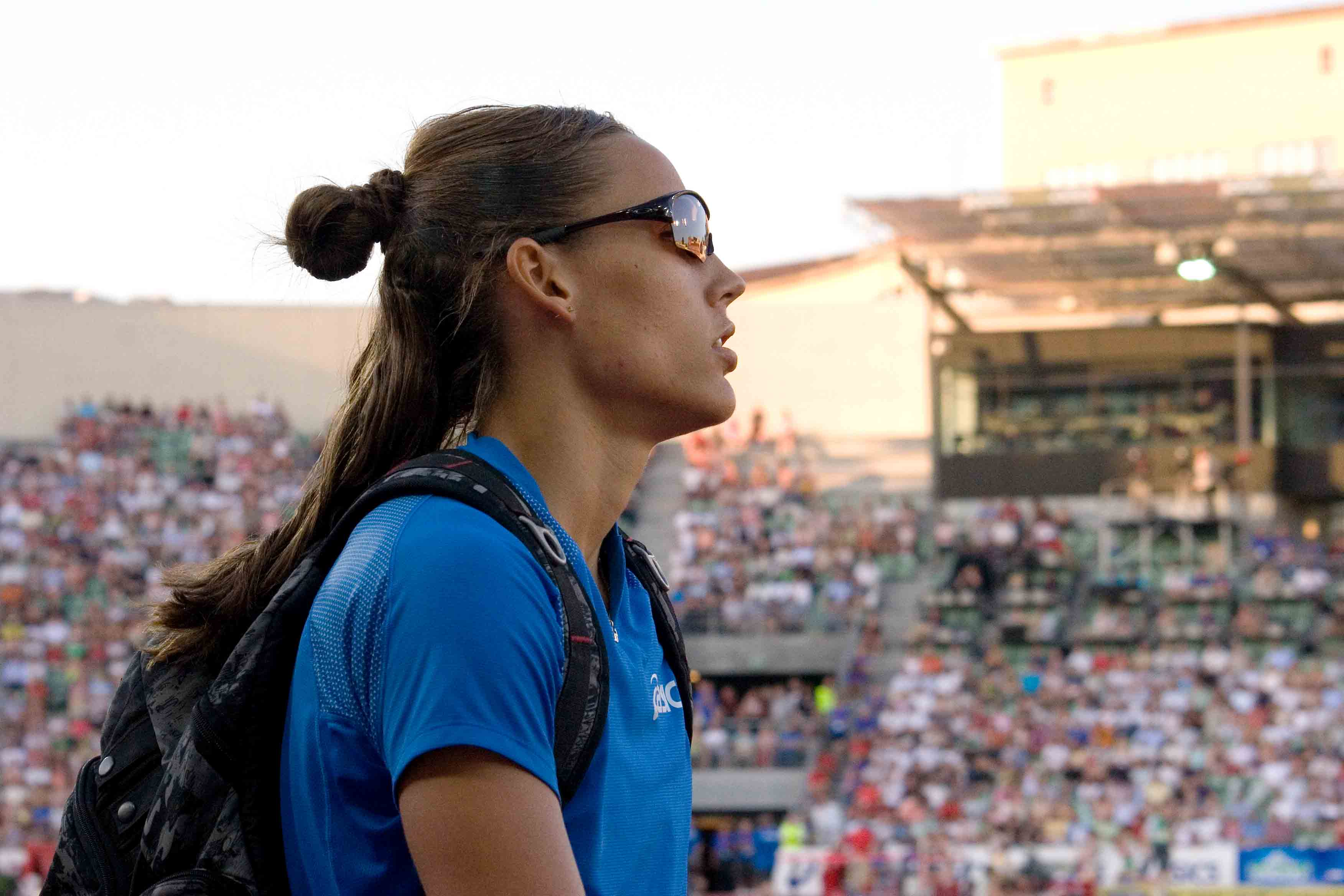
جونز في ألعاب بيسليت 2008 في النرويج

### إنجازات شخصية

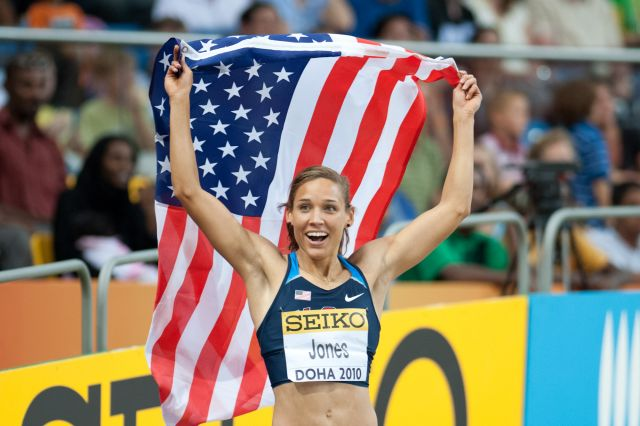
لولو جونز بعد فوزها بالميدالية الذهبية ببطولة العالم في الدوحة بقطر

| الحدث              | الزمن(ثانية) | المدينة          | التاريخ        |
| ------------------ | ------------ | ---------------- | -------------- |
| سباق 55 متر حواجز  | 7.57         | غينزفيل، فلوريدا | 2 مارس 2003    |
| سباق 60 متر حواجز  | 7.72         | الدوحة           | 13 مارس 2010   |
| سباق 100 متر حواجز | 12.43        | بكين             | 18 أغسطس 2008  |
| سباق 60 متر        | 7.29         | فيتفيل، أركانساس | 14 مارس 2003   |
| سباق 10 متر        | 11.24        | شتوتغارت         | 10 سبتمبر 2006 |

- [5]

### المسابقات
| السنة | المسابقة                                    | المدينة               | المركز | الحدث         | ملاحظات |
| ----- | ------------------------------------------- | --------------------- | ------ | ------------- | ------- |
| 2006  | نهائي ألعاب القوى العالمي 2006              | شتوتغارت، ألمانيا     | الخامس | 100 متر       |         |
| 2006  | نهائي ألعاب القوى العالمي 2006              | شتوتغارت، ألمانيا     | السادس | 100 متر حواجز |         |
| 2007  | بطولة العالم لألعاب القوى 2007              | أوساكا، اليابان       | السادس | 100 متر حواجز |         |
| 2008  | بطولة العالم لألعاب القوى داخل الصالات 2008 | بلنسية، أسبانيا       | الأول  | 60 متر حواجز  |         |
| 2008  | ألعاب الأولمبياد الصيفية سنة 2008           | بكين، الصين           | السابع | 100 متر حواجز |         |
| 2008  | نهائي ألعاب القوى العالمي 2008              | شتوتغارت، ألمانيا     | الثاني | 100 متر حواجز |         |
| 2010  | بطولة العالم لألعاب القوى داخل الصالات 2010 | الدوحة، قطر           | الأول  | 60 متر حواجز  |         |
| 2012  | ألعاب أولمبية صيفية 2012                    | لندن، المملكة المتحدة | -      | 100 متر حواجز |         |

## أولمبياد 2012
حصلت لولو جونز على المركز الثالث في سباق 100 متر حواجز في أولمبياد الولايات المتحدة التجريبي في 23 يوليو 2012, وحجزت لنفسها مقعداً في فريق الألعاب الأولمبية الصيفية للعام 2012.

## أعمال خيرية
خلال زيارتها إلى دي موين عاصمة آيوا، عرجت جونز على مدرستها الأم وقدمت حذاء أسيكس Asics الرياضي لكافة أفراد فريق الجري في مدرسة روزفلت الثانوية، وتبرعت ب 3000 دولار لشراء حواجز ومعدات للتدريب واصلاح مسار الجري الخاص بالمدرسة.
عقب عودتها إلى دي موين في يوليو 2008 قبل ألعاب الأولمبياد الصيفية تبرعت جونز بجائزة ال 4000 دولار - التي حصلت عليها بعد فوزها في سباق 100 متر في الأولمبياد التجريبي - إلى أم عازبة من سيدار رابيدز في آيوا كانت قد تضررت من فيضان آيوا 2008. قامت شركتي أوكلي وأسيكس بالتبرع بنفس المبلغ ليصبح المجموع 12000 دولار لضحايا فيضان آيوا.

## النقد
تعرضت جونز لنقدٍ لاذع من جيير لونغمان كاتب صحفي في صحيفة النيويورك تايمز, ذكر لونغمان ان اهتمام الاعلام بالعداءة جونز يعزى إلى "جمالها وحملتها الدعائية المثيرة للشفقة وليس لانجازاتها الرياضية", كما قارنتها جانيس فورسيث- المسؤولة الأعلى في المركز الدولي للدراسات الأولمبية- بلاعبة المضرب الروسية آنا كورنيكوفا التي لم تفز ببطولة رابطة محترفات التنس لكنها حازت على شهرة عالمية واسعة بعد ظهورها في العديد من الحملات الإعلانية التي تروجها الشركات الكبرى وجلسات التصوير الخاصة بمجلات عالمية كسبورتس السترايتد.